# Diego Caballo
Diego Caballo Alonso (Salamanca, 17 de febrero de 1994) es un jugador de fútbol español. Juega de defensa y su equipo es el C. D. Lugo de la Primera Federación.

## Trayectoria

### Comienzos
Nacido en Salamanca, tras jugar sus primeros años en el equipo de su barrio el C.F. Capuchinos, pronto fichó por el máximo exponente de la ciudad, las categorías inferiores de la Unión Deportiva Salamanca dónde acumuló partidos y convocatorias con la selección de fútbol de Castilla y León. En categoría Cadete despertó el interés de grandes clubes nacionales e internacionales como el F. C. Barcelona, el Valencia Club de Fútbol o el Tottenham Hotspur aunque fue el Real Madrid Club de Fútbol el que consiguió incorporarlo a su cantera.

### Real Madrid Club de Fútbol
Aterrizó en la fábrica en verano de 2011 para incorporarse a su equipo cadete y así año tras año quemar etapas hasta llegar a formar parte del plantel del Real Madrid Club de Fútbol "C" la temporada 2014-2015 en la que alternaría el Real Madrid Club de Fútbol "C" y el Real Madrid Castilla de la mano de Zinedine Zidane. En verano de 2015, y al quedar como agente libre, fichó por el Valencia Club de Fútbol para incorporarse a su equipo filial.

### Valencia Mestalla
Tras acabar contrato con el Real Madrid llegó al Valencia Club de Fútbol Mestalla. Durante la campaña 2015-16 disputó 22 encuentros anotando un gol, lo que le permitió ser convocado con el primer equipo hasta en dos ocasiones, además de participar en numerosos entrenamientos.
La siguiente temporada 2016-17 perdería protagonismo en el equipo, disputando tan solo 8 partidos.

### Experiencias en Segunda División
La temporada 2017-18 se incorporó al filial del Deportivo de La Coruña, el Deportivo Fabril, donde disputó 30 partidos anotando 2 goles y repartiendo una asistencia. Ese año disputaría la fase de ascenso a Segunda División.
La siguiente temporada, la 2018-19, pasaría a formar parte del primer equipo, donde sería un habitual en las alineaciones. Jugó 27 partidos y disputó el playoff de ascenso a Primera División.
En verano de 2019 abandonaba el Dépor y firmaba por el Extremadura U. D., donde jugó media temporada sumando 15 partidos disputados, con un gol y una asistencia.
El 22 de enero de 2020 el Albacete Balompié anunció su fichaje hasta junio de 2022.
El 12 de agosto de 2021 el Centre d'Esports Sabadell Futbol Club comunicó su incorporación hasta el 30 de junio de 2022 tras rescindir su contrato con el Albacete Balompié.

### Etapa en el extranjero
Tras un año en Sabadell, el 13 de julio de 2022 inició su primera experiencia fuera de España al fichar por el Sydney F. C. En Australia estuvo una temporada y en julio de 2023 regresó a Europa para jugar en el Aalborg BK danés con un contrato hasta 2025. A inicios de ese año dejó el club, con el que logró un ascenso a la Superliga de Dinamarca, y volvió a España tras incorporarse al C. F. Intercity. En el tramo final de la temporada jugó quince partidos en la Primera Federación y el 27 de junio de 2025 firmó por un año con el C. D. Lugo.

## Selección nacional
Ha llegado a ser convocado en varias ocasiones con la selección española sub-17 y llegó a participar en un entrenamiento de la selección absoluta para el que fue requerido por Vicente del Bosque.

## Clubes
| Club                         | País      | Año       |
| ---------------------------- | --------- | --------- |
| Real Madrid C. F. "C"        | España    | 2013-2014 |
| Real Madrid Castilla C. F.   | España    | 2014-2015 |
| Valencia C. F. Mestalla      | España    | 2015-2017 |
| R. C. Deportivo Fabril       | España    | 2017-2018 |
| R. C. Deportivo de La Coruña | España    | 2018-2019 |
| Extremadura U. D.            | España    | 2019-2020 |
| Albacete Balompié            | España    | 2020-2021 |
| C. E. Sabadell F. C.         | España    | 2021-2022 |
| Sydney F. C.                 | Australia | 2022-2023 |
| Aalborg BK                   | Dinamarca | 2023-2025 |
| C. F. Intercity              | España    | 2025      |
| C. D. Lugo                   | España    | 2025-     |